# Classe Atlanta
La classe Atlanta est une classe de croiseurs légers construits pour l'United States Navy, au début des années 1940. Originellement conçus pour être des croiseurs rapides de reconnaissance ou des navires-tête de flottille, dans la lignée de la classe Omaha, ils se sont avérés être des croiseurs antiaériens efficaces pendant la Seconde Guerre mondiale, ayant été dotés, pour les quatre premiers construits, de huit tourelles doubles de 127 mm (5 pouces)/38 calibres, le plus lourd armement antiaérien montés sur des croiseurs de la Seconde Guerre mondiale, et de six tourelles pour les suivants.
Les deux premiers navires de cette classe ont été coulés en action, les  USS Atlanta et Juneau, tous deux à la première bataille navale de Guadalcanal. Les six suivants ont été retirés du service peu après la guerre. Une série de trois navires presqu'identiques, connus comme la classe Juneau ont été mis en service après la guerre, mais ont été très vite retirés du service, jugés d'une conception dépassée, et ont été démolis dans les années 1960.

## Conception
Lorsque les États-Unis sont entrés en guerre, la seule classe de croiseurs légers, qui n'était pas dérivée des "croiseurs du traité", comme la classe Brooklynn était la classe Omaha.

## Liste des navires de classe
| Nom           | Numéro de coque | Chantier                                                                 | Commissionné le  | Retiré du service le                                          |
| ------------- | --------------- | ------------------------------------------------------------------------ | ---------------- | ------------------------------------------------------------- |
| USS Atlanta   | CL-51           | Federal Shipbuilding and Drydock Company                                 | 24 décembre 1941 | Coulé à la bataille navale de Guadalcanal le 13 novembre 1942 |
| USS Juneau    | CL-52           | Federal Shipbuilding and Drydock Company                                 | 14 février 1942  | Coulé à la bataille navale de Guadalcanal le 13 novembre 1942 |
| USS San Diego | CL-53           | Bethlehem Steel Corporation, Fore River Shipyard, Quincy (Massachusetts) | 10 janvier 1942  | 4 novembre 1946                                               |
| USS San Juan  | CL-54           | Bethlehem Steel Corporation, Fore River Shipyard, Quincy                 | 28 février 1942  | 9 novembre 1946                                               |
| Oakland       | CL-95           | Bethlehem Steel Corporation, San Francisco                               | 17 juillet 1943  | 1er juillet 1949                                              |
| Reno          | CL-96           | Bethlehem Steel Corporation, San Francisco                               | 28 décembre 1943 | 4 novembre 1946                                               |
| Flint         | CL-97           | Bethlehem Steel Corporation, San Francisco                               | 31 août 1944     | 6 mai 1947                                                    |
| Tucson        | CL-98           | Bethlehem Steel Corporation, San Francisco                               | 3 février 1945   | 11 juin 1949                                                  |